# Cửu châu: Thiên Không thành
Cửu Châu Thiên Không thành (tiếng Trung: 九州天空城; phiên âm: Jiu Zhou Tian Kong Cheng; tiếng Anh: Novoland: The Castle In The Sky) là một bộ phim truyền hình Trung Quốc năm 2016, là phần tiền truyện của tiểu thuyết "Hoa Tư Dẫn".
Bộ phim nói về một thế giới cổ đại (Cửu châu), nơi nhân loại được chia thành nhiều chủng tộc, bộ phim tập trung vào mối quan hệ giữa 2 bộ tộc là: Nhân Tộc (Con người) và Vũ Tộc (Lông vũ). Phim bắt đầu phát sóng trên đài truyền hình Giang Tô từ ngày 20 tháng 7 đến ngày 1 tháng 9 năm 2016.
Ngoài ra phim còn được phát sóng vào lúc 20h ngày 16/05/2022 đến 16/06/2022 trên kênh truyền hình Yến Nhi Movies của Việt Nam.

## Nội dung
Thời cổ đại, Vũ tộc vì có năng lực bay lượn nên được muôn dân thiên hạ coi là đấng thần minh. Vũ tộc cư ngụ trên Cô Xạ Sơn thuộc Thanh Đô. Nơi này được chế tạo để có thể bay lên cao trở thành Thiên Không Thành (tòa thành giữa không trung), khiến các tộc khác hâm mộ không thôi. Nhưng vào một lần bay lên như vậy, Thiên Không Thành phát nổ, Vũ tộc vô cùng tức giận. Trong nghi thức quan sát bầu trời (chiêm tinh) của Nhân tộc, do nhầm lẫn mà cô gái Dịch Phục Linh bị tình nghi là người khiến Thiên Không Thành nổ tung. Dịch Phục Linh đã từng gặp mặt thanh niên quý tộc Vũ tộc là Phong Thiên Dật một lần còn Phong Thiên Dật thì không tin là do Dịch Phục Linh gây nên và xuất phát từ tinh thần trọng nghĩa, hắn tìm cách cứu nàng. Thực ra, tất cả là Vũ tộc tự gây ra. Họ không cam lòng chỉ đảm đương vai trò như một "pho tượng thần minh" mà muốn lợi dụng ưu thế của bản thân để cùng các tộc khác tranh giành lợi ích, bởi thế gây ra vụ nổ khơi mào chiến tranh. Hiểu được nguồn cơn, Phong Thiên Dật cùng Dịch Phục Linh trải qua nhiều gian nan, cuối cùng giải trừ được chiến sự.

## Lịch phát sóng
| Kênh                 | Quốc gia   | Ngày                 | Thời gian                                   | Ghi chú                                |
| -------------------- | ---------- | -------------------- | ------------------------------------------- | -------------------------------------- |
| Giang Tô TV          | Trung Quốc | 20 tháng 7 năm 2016  | Thứ 4 và thứ 5 hàng tuần 22:00              | Phát sóng đồng thời trên Tencent Video |
| 8TV                  | Malaysia   | 26 tháng 10 năm 2016 | Thứ Hai đến Thứ Sáu hàng tuần 17:00         | Công chiếu tại Malaysia                |
| Dimsum Entertainment | Malaysia   | 28 tháng 12 năm 2017 | Toàn bộ các tập                             |                                        |
| MCOT HD              | Thái Lan   | 4 tháng 11 năm 2017  | Thứ Bảy, Chủ Nhật 14: 00-16: 00             |                                        |
| 8 TV                 | Malaysia   | 16 tháng 8 năm 2018  | Thứ Hai đến Thứ Sáu hàng tuần (10:30-11:30) | Phát lại                               |

## Nhạc phim
| Stt | Tên bài hát                | Lời           | Soạn nhạc               | Trình bày      |
| --- | -------------------------- | ------------- | ----------------------- | -------------- |
| 1   | Thiên Không Thành (天空城) | Cao Vĩ Nhiên  | Cao Vĩ Nhiên            | Vương Tử       |
| 2   | Túy Phi Sương (醉飞霜)     | Nghê San San  | Cao Vĩ Nhiên, Tôn Phái  | Cúc Tịnh Y     |
| 3   | Âm Mộng (音梦)             | Hoàng Tinh    | Cao Vĩ Nhiên, Chung Lỗi | Quan Hiểu Đồng |
| 4   | Big Dreamer (大梦想家)     | Vương Vận Vận | Lưu Giai                | TFBoys         |

## Diễn viên

### Nhân vật chính
| Diễn viên                              | Vai                      | Giới thiệu |
| Trương Nhược Quân                      | Phong Thiên Dật (风天逸) | Hoàng đế Vũ Tộc |
| Quan Hiểu Đồng Thơ ấu: Vương Cách Cách | Dịch Phục Linh (易茯苓)  | Người thường Terran → Nữ hoàng Vũ Tộc → Tinh Lưu Hoa Thần Nàng là con gái của Cơ Khu và Duệ Trúc, hiện thân của Tinh Lưu Hoa Thần. Khi còn bé, nàng từng có tình cảm với Bạch Đình Quân. Tuy ban đầu rất căm ghét Phong Thiên Dật nhưng sau này lại yêu anh. |
| Lưu Sướng Thơ ấu: Diệp Thịnh Đồng      | Bạch Đình Quân (白庭君)  | Thái tử Nhân Tộc Bạn thời thơ ấu của Phục Linh và yêu cô sâu sắc, nhưng không thể ở bên cô vì lời nguyền của cha Phục Linh khi ông còn trẻ và chỉ có thể bảo vệ cô như một người anh trai.                                                                   |
| Cúc Tịnh Y                             | Tuyết Phi Sương (雪飞霜) | Quận chúa của Vũ Tộc Là nữ nhân xinh đẹp nhất Vũ Tộc, thân phận cao quý và là bạn thời thơ ấu của Thiên Dật, yêu Phong Thiên Dật sâu sắc. Vũ Hoàn Chân là em trai cùng cha khác mẹ của cô.                                                                   |

### Nhân Vật Phụ

#### Vũ Tộc
| Diễn viên       | Vai                      | Giới thiệu |
| Triệu Kiện      | Phong Nhẫn (风刃)        | Vũ Tộc Nhiếp Chính Vương Chú của Phong Thiên Dật, nhiếp chính vương của Vũ Tộc |
| Lưu Tuấn Hiếu   | Tuyết Lẫm (雪凛)         | Trọng thần Vũ Tôc Anh trai của Tuyết Phi Sương, có mưu đồ soán vị nhưng cuối cùng kế hoạch bị thất bại |
| Trương Lỗ Nhất  | Cơ Khu (机枢)            | Trọng thần Vũ Tộc Là một bậc thầy về cơ quan và bẫy của Vũ Tộc. Ông từng có tình cảm Bạch Tuyết nhưng sau đó lại thành thân với tỳ nữ của bà Duệ Trúc. Ông còn được gọi với một thân phận khác là Dịch Thiên Cơ |
| Trần Nhược Hiên | Vũ Hoàn Chân (羽还真)    | Thành viên tinh anh của Vũ Tộc Em trai cùng cha khác mẹ của Tuyết Phi Sương, đệ tử của Tinh Thần Các. Là một người có tài về bẫy và cơ quan                                                                     |
| Giả Chinh Vũ    | Hướng Tùng Linh (向从灵) | Thành viên tinh anh của Vũ Tộc Anh có tình cảm với Tuyết Phi Sương |
| Chu Dật Phàm    | Vũ Đồng Mộc (雨瞳木)     | Thành viên tinh anh của Vũ Tộc |
| Vệ Diên Khản    | Nguyệt Vân Kì (月云奇)   | Thành viên tinh anh của Vũ Tộc |
| Vương Tư Nghiêu | Đỗ Nhược Phi (杜若飞)    | Thành viên tinh anh của Vũ Tộc |
| Đại Siêu        | Bùi Ngọc (裴钰)          | Thị vệ Vũ Tộc Tâm phúc của Nhiếp Chính Vương |
| Cao Phong       | Tuyết Trung (雪忠)       | Người hầu Tuyết Thị |
| La Du Nguyệt    | Tuyết Tình (雪晴)        | Tì nữ của Tuyết Phi Sương |

#### Nhân Tộc
| Diễn viên      | Vai                     | Giới thiệu |
| -------------- | ----------------------- | --- |
| Lưu Mẫn        | Bạch Tuyết (白雪)       | Nữ hoàng của Nhân Tộc Mẹ của Bạch Đình Quân. Bà yêu Cơ Khu sâu sắc và hận ông vì ông trốn đi cùng với người hầu của bà, Duệ Trúc.                            |
| Lưu Sướng      | Bạch Đình Quân (白庭君) | Thái tử Nhân Tộc |
| Chiêm Tuấn Lâm | Thiên Cơ Tử (天机子)    | Quốc sư của Nhân Tộc (khi Hoàng hậu Bạch Tuyết trị vì) Ở trên triều đình, ông bị cấp dưới giết chết vì phản đối việc Bạch Đình Quân thăng chức tân hoàng đế. |
| Hàn Thanh      | Thiên Nhai Tử (天涯子)  | Quốc sư của Nhân Tộc (sau khi Bạch Đình Quân kế vị ngai vàng) Đạo sư của Bạch Đình Quân.                                                                     |
| A Lệ Á         | Hùng Đường (熊棠)       | Võ tướng → Trấn quốc Đại tướng quân (sau khi Bạch Đình Quân lên ngôi) Một chiến binh có tài và trung thành phục vụ Bạch Tuyết.                               |
| Chu Thánh Y    | Bỉ Ngạn Hoa (彼岸花)    | Người hầu Hầu nữ của Bạch Đình Quân và yêu Bạch Đình Quân.                                                                                                   |
| Vương Vũ Tranh | Phương Dạ Ngạn (方夜彦) | Một trong những tã hữu tướng quân |
| Lý Quả         | Thích Lạc Lâm (戚落霖)  | Một trong những tã hữu tướng quân |

#### Gác Tinh Thần
| Diễn viên         | Vai                      | Giới thiệu                                  |
| ----------------- | ------------------------ | ------------------------------------------- |
| Thôi Bằng         | Tinh Ấn Trì (星印池)     | Người đứng đầu Gác tinh thần                |
| Văn Giang         | Tinh Cốc Huyền (星谷玄)  | Anh cả của Gác tinh thần Sư phụ của Cơ Khu. |
| Mã Khải Quang     | Tinh Úc Phi (星郁非)     |                                             |
| Trương Lỗ Nhất    | Cơ Khu (机枢)            | Quan đại sự của Gác tinh thấn               |
| Trương Nhược Quân | Phong Thiên Dật (风天逸) | Để tử Gác tinh thần                         |
| Cổ Trinh Vũ       | Hướng Tòng Linh (向从灵) | Để tử Gác tinh thần                         |
| Vệ Diên Khản      | Nguyệt Vân Cơ (月云奇)   | Để tử Gác tinh thần                         |
| Chu Dật Phàm      | Vũ Đồng Mộc (雨瞳木)     | Để tử Gác tinh thần                         |
| Vương Tư Nghiêu   | Đỗ Nhược Phi (杜若飞)    | Để tử Gác tinh thần                         |
| Lưu Sướng         | Bạch Đình Quân (白庭君)  | Để tử Gác tinh thần                         |
| Vương Vũ Tranh    | Phương Dạ Ngạn (方夜彦)  | Để tử Gác tinh thần                         |
| Lý Quả            | Thích Lạc Lâm (戚落霖)   | Để tử Gác tinh thần                         |
| Quan Hiểu Đồng    | Dịch Phục Linh (易茯苓)  | Để tử Gác tinh thần                         |

#### Dịch Gia
| Diễn viên      | Vai                     | Giới thiệu |
| -------------- | ----------------------- | --- |
| Dương Kim Thừa | Dịch Thiên Cơ (易千机)  | Cha của Dịch Phục Linh Danh tính thực sự là Cơ Xu, sau khi vợ anh bị Bạch Tuyết giết, anh buộc phải nhảy xuống vách đá.                                                              |
| Thang Tịnh Mị  | Lâm Duệ Trúc (林睿竹)   | Mẹ của Dịch Phục Linh Một người phụ nữ bình thường của Nhân Tộc kết hôn với Cơ Xu (Dịch Thiên Cơ), một người đàn ông thuộc Vũ Tộc. Cô bị Bạch Tuyết giết khi mới sinh Dịch Phục Linh |
| Quan Hiểu Đồng | Dịch Phục Linh (易茯苓) | Con gái của Dịch Thiên Cơ (Cơ Xu) và Lâm Duệ Trúc |

#### Thiên Cơ Môn
| Diễn viên      | Nhân vật               | Giới thiệu                                                                                          |
| -------------- | ---------------------- | --------------------------------------------------------------------------------------------------- |
| Chiêm Tuấn Lâm | Thiên Cơ Tử (天机子)   | Sư huynh của Thiên Cơ Môn Người thầy bước ra từ Thiên Cơ Môn, Anh trai của Thiên Nhai Tử.           |
| Hàn Thanh      | Thiên Nhai Tử (天涯子) | Truyền nhân của Thiên Cơ Môn Thầy của Phong Thiên Dật.                                              |
| Quách Bội Ni   | Cốt Sinh Hoa (骨生花)  | Phù Thủy Thiên Cơ Môn Có một thỏa thuận với Tuyết Phi Sương, đầu độc Dịch Phục Linh (Thiên Nhan Cổ) |

#### Khác
| Diễn viên       | Nhân vật          | Giới thiệu                                                                                               |
| --------------- | ----------------- | --- |
| Quý Tiêu Băng   | Phiến Vũ (片羽)   | Thủ lĩnh Nhân tộc Yêu Thiều Vũ.                                                                          |
| Lâm Kiệt Ni     | Thiều Vũ (韶舞)   | Tinh Lưu Hoa Thần Đời trước yêu Phiến Vũ.                                                                |
| Thành Thành     | Tiết Khâm         | Dân thường Thông báo cho Phong Nhẫn về chất độc trong người Dịch Phục Linh, và cố gắng loại bỏ chất độc. |
| Vinh Hinh Ức    | Hổ Phách (琥珀)   | Người ngoài hành tinh dân gian                                                                           |
| Thạch Lữ        | Thạch Kiên (石坚) | Người ngoài hành tinh dân gian                                                                           |
| Lý Bình Yên     | Phong Mặc (风默)  | Người ngoài hành tinh dân gian Giỏi lần theo dấu vết của mọi người                                       |
| Hàn Mộng Vũ     | Hành Giả (行者)   | Người ngoài hành tinh dân gian Giỏi chốn thoát và đánh lén                                               |
| Thị Tuyên Như   | Giả Tuyết Tình    | |
| Dương Nhất Phàm | Phong Khải        | |
| Vũ Trạch Cẩm Hi | Cậu bé nhỏ        | |
| Bạch Cẩm Trình  | lão Cao           | Người ngoài hành tinh dân gian Giỏi xây dựng                                                             |
| Lý Tĩnh         | Tuyết Túc         | |
| Vu Tử Khoan     | Linh mục cấp cao  | |

## Giải thưởng
| Năm  | Lễ trao giải                                       | Hạng mục                                 | Người đề cử    | Kết quả   | Ghi chú |
| ---- | -------------------------------------------------- | ---------------------------------------- | -------------- | --------- | ------- |
| 2016 | 2016 ENAwards                                      | Top 10 phim truyền hình trực tuyến       |                | Đoạt giải | [ 3 ]   |
| 2016 | Liên hoan phim truyền hình quốc tế Macao lần thứ 7 | Nữ diễn viên xuất sắc nhất               | Quan Hiểu Đồng | Đoạt giải | [ 4 ]   |
| 2017 | Hoa Đỉnh lần thứ 22                                | Nữ diễn viên xuất sắc nhất (Phim cổ đại) | Quan Hiểu Đồng | Đề cử     | [ 5 ]   |